# Hoa hậu Trái Đất Việt Nam
Hoa hậu Trái Đất Việt Nam (tiếng Anh: Miss Earth Vietnam) là một cuộc thi sắc đẹp cấp quốc gia của Việt Nam được tổ chức nhằm tìm kiếm đại diện Việt Nam tham gia Hoa hậu Trái Đất, một trong bốn cuộc thi sắc đẹp lớn và uy tín nhất thế giới.

## Lịch sử
Năm 2023, Cuộc thi Hoa hậu Trái đất Việt Nam đã chính thức trở lại sau 3 năm tạm dừng vì dịch bệnh COVID-19.

## Cuộc thi Hoa hậu Trái Đất Việt Nam qua các năm
Cuộc thi Hoa hậu Trái Đất Việt Nam là một sự kiện nhằm công bố đại diện của Việt Nam tại cuộc thi Hoa hậu Trái Đất 2019, 2020, 2021 và 2022. Sự kiện sẽ là buổi họp báo nhằm công bố đại diện Việt Nam tại Hoa hậu Trái Đất trước truyền thông báo chí.
Đến tháng 2 năm 2022, Hoa hậu Trái Đất do công ty Nova của Trương Ngọc Ánh nắm giữ bản quyền cuộc thi. Theo đó đại diện của Việt Nam sẽ là Hoa hậu Các dân tộc Việt Nam 2022 hay được gọi là Hoa hậu Trái Đất Việt Nam. Tuy nhiên sau đó, đại diện Việt Nam tham gia Hoa hậu Trái Đất 2022 là Á hậu 2 Hoa hậu Các dân tộc Việt Nam 2022 Thạch Thu Thảo thay vì Hoa hậu Nông Thúy Hằng. 
Tháng 8 năm 2023, cuộc thi Hoa hậu Trái Đất Việt Nam chính thức khởi động.

### Danh sách Hoa hậu và Á hậu
| Năm  | Hoa hậu Trái Đất Việt Nam    | Á hậu                            | Á hậu                          | Á hậu                         | Địa điểm tổ chức                                                  | Thí sinh |
| Năm  | Hoa hậu Trái Đất Việt Nam    | Hoa hậu Không khí (Á hậu 1)      | Hoa hậu Nước (Á hậu 2)         | Hoa hậu Lửa (Á hậu 3)         | Địa điểm tổ chức                                                  | Thí sinh |
| ---- | ---------------------------- | -------------------------------- | ------------------------------ | ----------------------------- | ----------------------------------------------------------------- | -------- |
| 2023 | Đỗ Thị Lan Anh (Hà Nội)      | Nguyễn Thị Thu Trang (Ninh Bình) | Hoàng Thị Yến Nhi (Đồng Nai)   | Hoàng Thị Kim Chi (Quảng Trị) | White Palace Võ Văn Kiệt, An Lạc, Bình Tân, Thành phố Hồ Chí Minh | 46       |
| 2025 | Ngô Thị Trâm Anh (Hải Dương) | Bùi Lý Thiên Hương (An Giang)    | Phan Trần Linh Đan (Điện Biên) | Trịnh Mỹ Anh (Hà Nội)         | The Opera, Hải Phòng                                              | 46       |

#### Bảng xếp hạng khu vực
| Tỉnh/Thành phố | Số lượng | Năm đăng quang |
| Hà Nội         | 1        | 2023           |
| Hải Phòng      | 1        | 2025           |

1. ↑  Kể từ ngày 12 tháng 6 năm 2025, tỉnh Hải Dương trở thành một phần của thành phố Hải Phòng.

## Đại diện  của  Việt Nam tham dự cuộc thi Hoa hậu Trái Đất
- : Hoa hậu
- : Bán kết/Chung kết
- : Giải thưởng

| Năm    | Tên                  | Danh hiệu Quốc gia                    | Quê quán              | Thứ hạng                   | Giải thưởng đặc biệt                         |
| ------ | -------------------- | ------------------------------------- | --------------------- | -------------------------- | -------------------------------------------- |
| 2003   | Nguyễn Ngân Hà       | Hoa khôi Các tỉnh phía Nam 2000       | Thành phố Hồ Chí Minh | Không đạt giải             | 1 - - Best Hair                              |
| 2004   | Bùi Thúy Hạnh        | Không                                 | Hà Nội                | Không đạt giải             |                                              |
| 2005   | Đào Thanh Hoài       | Á hậu Phụ nữ Việt Nam qua ảnh 2004    | Thành phố Hồ Chí Minh | Không đạt giải             |                                              |
| 2006   | Vũ Nguyễn Hà Anh     | Không                                 | Hà Nội                | Không đạt giải             | 1 - - 1st Runner-up Miss Talent              |
| 2007   | Trương Tri Trúc Diễm | Á hậu Phụ nữ Việt Nam qua ảnh 2005    | Thành phố Hồ Chí Minh | Không đạt giải             | 1 - - Miss Fashion                           |
| 2010   | Lưu Thị Diễm Hương   | Hoa hậu Thế giới người Việt 2010      | Thành phố Hồ Chí Minh | Top 14                     | 4 - - Best in Swimsuit                       |
| 2011   | Phan Thị Mơ          | Hoa khôi Miệt vườn 2010               | Tiền Giang            | Không đạt giải             |                                              |
| 2012   | Đỗ Hoàng Anh         | Á hậu Việt Nam 2012                   | Hà Nội                | Không đạt giải             |                                              |
| 2016   | Nguyễn Thị Lệ Nam Em | Hoa khôi Đồng bằng sông Cửu Long 2015 | Tiền Giang            | Top 8                      | 4 - - Miss Photogenic                        |
| 2017   | Lê Thị Hà Thu        | Á hậu Đại dương Việt Nam 2014         | Thừa Thiên Huế        | Top 16                     | 6 - - Miss Photogenic                        |
| 2018   | Nguyễn Phương Khánh  | Á hậu Biển Việt Nam Toàn cầu 2018     | Bến Tre               | Hoa hậu                    | 7 - - Best National Costume (Asia & Oceania) |
| 2019   | Hoàng Thị Hạnh       | Hoa khôi Thời trang Việt Nam 2015     | Nghệ An               | Không đạt giải             | 3 - - Resort Wear Competition (WATER Group)  |
| • 2020 | Thái Thị Hoa         | Không                                 | Gia Lai               | Không đạt giải             | 3 - - Best National Costume (Asia & Oceania) |
| • 2021 | Nguyễn Thị Vân Anh   | Không                                 | Hưng Yên              | Không đạt giải             |                                              |
| 2022   | Thạch Thu Thảo       | Á hậu các dân tộc Việt Nam 2022       | Trà Vinh              | Top 20                     |                                              |
| 2023   | Đỗ Thị Lan Anh       | Hoa hậu Trái Đất Việt Nam 2023        | Hà Nội                | Miss Earth Water (Á hậu 2) | 3 - - Best Appearance                        |
| 2024   | Cao Thị Ngọc Bích    | Không                                 | Hưng Yên              | Không đạt giải             |                                              |
| 2025   | Trịnh Mỹ Anh         | Á hậu Trái Đất Việt Nam 2025          | Hà Nội                | TBA                        | TBA                                          |
| 2026   | Ngô Thị Trâm Anh     | Hoa hậu Trái Đất Việt Nam 2025        | Hải Phòng             | TBA                        | TBA                                          |

• Do ảnh hưởng của đại dịch COVID-19, cuộc thi đã được tổ chức dưới hình thức trực tuyến.